# Charles Bickford
Charles Bickford, född 1 januari 1891 i Cambridge, Massachusetts, död 9 november 1967 i Los Angeles, Kalifornien, var en amerikansk skådespelare.
Han arbetade först som sjöman och civilingenjör innan han gav sig in i showbusiness 1914 i varietéer. Efter tjänstgöring under första världskriget gjorde han Broadwaydebut 1919.
När ljudfilmen kom lockades han till Hollywood, där han först spelade romantiska huvudroller, bland annat som Greta Garbos sjömansälskare i Anna Christie 1930.
Han övergick sedan till mer kraftfulla karaktärsroller. Bickford nominerades för en Oscar tre gånger men lyckades aldrig vinna utmärkelsen.

## Filmografi i urval
- 1966 - Full hand i Dodge City
- 1962 - Dagen efter rosorna
- 1960 - De oförsonliga
- 1958 - Det stora landet
- 1957 - Den mystiske Mr. Cory
- 1956 - Äventyr på linjebuss
- 1955 - Teaterprinsen
- 1954 - En stjärna föds
- 1953 - Sex män kom tillbaka
- 1951 - Olympiadens hjälte
- 1950 – Broadway Bill
- 1948 - Våld i mörker
- 1947 - Katrin gör karriär
- 1946 - Duell i solen
- 1943 - Sången om Bernadette
- 1943 - Hasardspelaren
- 1942 - Tarzans äventyr i New York
- 1939 - Möss och människor
- 1936 - Vår ungdoms hjältar
- 1934 - Lilla solstrålen
- 1930 - Anna Christie